# Siegerländer Heimat- und Geschichtsverein
Der Siegerländer Heimat- und Geschichtsverein ist ein 1911 gegründeter Heimatverein für das Siegerland mit Sitz in Siegen.
Der Verein wurde 1911 als „Verein für Heimatkunde und Heimatschutz im Siegerlande samt Nachbargebieten“ gegründet. Vorgänger war der 1879 gegründete „Verein für Urgeschichte und Altertumskunde in den Kreisen Siegen, Wittgenstein und Altenkirchen“. 1950 wurde umfirmiert in „Siegerländer Heimatverein“ und wiederum 1991 in den heute bestehenden „Siegerländer Heimat- und Geschichtsverein“.
Der Heimat- und Geschichtsverein ist als gemeinnütziger Verein anerkannt und widmet sich der Kenntnis der Regional- und Landesgeschichte auf allen Gebieten der Geschichtswissenschaft sowie der Historischen Hilfswissenschaften, einschließlich familien- und wappenkundlicher Forschungen (Auszug Satzung § 2 Aufgaben des Vereins).
Der Verein ist Herausgeber von Schriften, insbesondere der Zeitschrift Siegerland – Blätter des Siegerländer Heimat- und Geschichtsvereins e.V. sowie der Reihen Beiträge zur Geschichte der Stadt Siegen und des Siegerlandes und Beiträge zur Siegerländer Familienkunde. Er ist wesentlich beteiligt an der Herausgabe des Siegerländer Heimatkalender. Es findet ein steter Austausch mit der Universität Siegen sowie Stadt Siegen statt.
Der Verein unterstützt das Siegerlandmuseum und die Bibliothek, beides im Oberen Schloss in Siegen untergebracht. 1928 erfolgte über eine Stiftung des Siegerländer Heimatvereins der Aufbau der Bibliothek im Oberen Schloss. Der Verein ist Mitglied im Westfälischen Heimatbund. Er hat 383 Mitglieder (2019).

## Vorsitzende
Die Vorsitzenden seit 1911 waren:
- 1911–1924: Jacob Heinzerling (1846–1941), Heimat- und Mundartforscher des Siegerlands und Hochschullehrer
- 1924–1935: Karl Otto Schmick (1864–1935), Mediziner und Generalarzt
- 1935–1948: Carl-Wilhelm Dresler (1877–1971), Bergwerksdirektor und Industrieller
- 1948–1957: Hermann Böttger (1884–1957), Oberstudienrat
- 1957–1970: Friedrich (Fritz) Schleifenbaum, Unternehmer
- 1971–1983: Karl Eckmann (1910–1987), Oberbürgermeister der Stadt Siegen
- 1983–1994: Paul Steinebach (1927–2017), Architekturprofessor
- 1994–1996: Hans Reinhardt (1920–1998), Bürgermeister der Stadt Siegen
- 1996–2002: Helmut Busch (1929–2014), Oberstudiendirektor
- 2002–2014: Andreas Bingener (* 1959), Historiker
- 2014–2016: Klaus-Dieter Zimmermann
- 2016–2017: unbesetzt
- seit 2017: Helmut Bruch

## Schriften (unvollständig)
- Siegen, wie es früher einmal war, Vorländer 2010, ISBN 978-3-923483-86-0